# خوزه ماریا اراکیستن
خوزه ماریا اراکیستن (انگلیسی: José María Araquistain؛ زادهٔ ۱۷ اوت ۱۹۴۸) بازیکن فوتبال اهل اسپانیا است.
از باشگاه‌هایی که در آن بازی کرده‌است می‌توان به باشگاه فوتبال ایبار، باشگاه فوتبال سویا، و باشگاه فوتبال رئال سوسیداد اشاره کرد.
وی همچنین در تیم ملی فوتبال اسپانیا بازی کرده‌است.